# Chrysometa itaimba
Chrysometa itaimba är en spindelart som beskrevs av Claude Lévi 1986. Chrysometa itaimba ingår i släktet Chrysometa och familjen käkspindlar. Inga underarter finns listade i Catalogue of Life.